# Sítios de Arte Rupestre de Alta
Os Sítios de Arte Rupestre de Alta (Helleristningene i Alta) estão localizados dentro e em torno do município de Alta no condado de Finnmark na Noruega. Desde que as primeiras incisões rupestres foram descobertas em 1973, mais de 6000 gravuras foram encontradas em vários locais ao redor de Alta. O sítio maior, em Jiepmaluokta a cerca de 5 quilômetros de Alta, contém milhares de gravuras individuais e foi transformado num museu ao ar livre. O sítio, juntamente com Storsteinen, Kåfjord, Amtmannsnes e Transfarelv, foi adicionado à lista do Patrimônio Mundial da UNESCO em 3 de Dezembro de 1985. É o único sítio pré-histórico da Noruega listado como Patrimônio Mundial.
As gravuras foram divididas em cinco grupos identificados pelo professor Knut Helskog, do Departamento de Ciências Culturais da Universidade de Tromsø. Usando datação da linha costeira, os primeiros exemplares foram datados por volta de 4200 a.C; enquanto os mais recentes datavam de cerca de 500 a.C. Em 2010, entretanto, o pesquisador Jan Magne Gjerde acrescentou um milênio às peças mais antigas. A grande variedade de imagens mostra uma cultura de caçadores-recoletores capaz de controlar os rebanhos de renas, adepto à construção de barcos de pesca e práticas rituais xamanísticas onde os ursos e outros animais eram venerados.
Em abril de 2014, o Centro de Arte de Rupestre do Patrimônio Mundial - Museu Alta lançou o site altarockart.no, um arquivo digital contendo imagens da arte rupestre de Alta. O arquivo contém milhares de imagens e achados onde, no futuro, serão provavelmente adicionados outros tipos de documentação digitalizada, assim como scans em 3D e artigos relacionados.

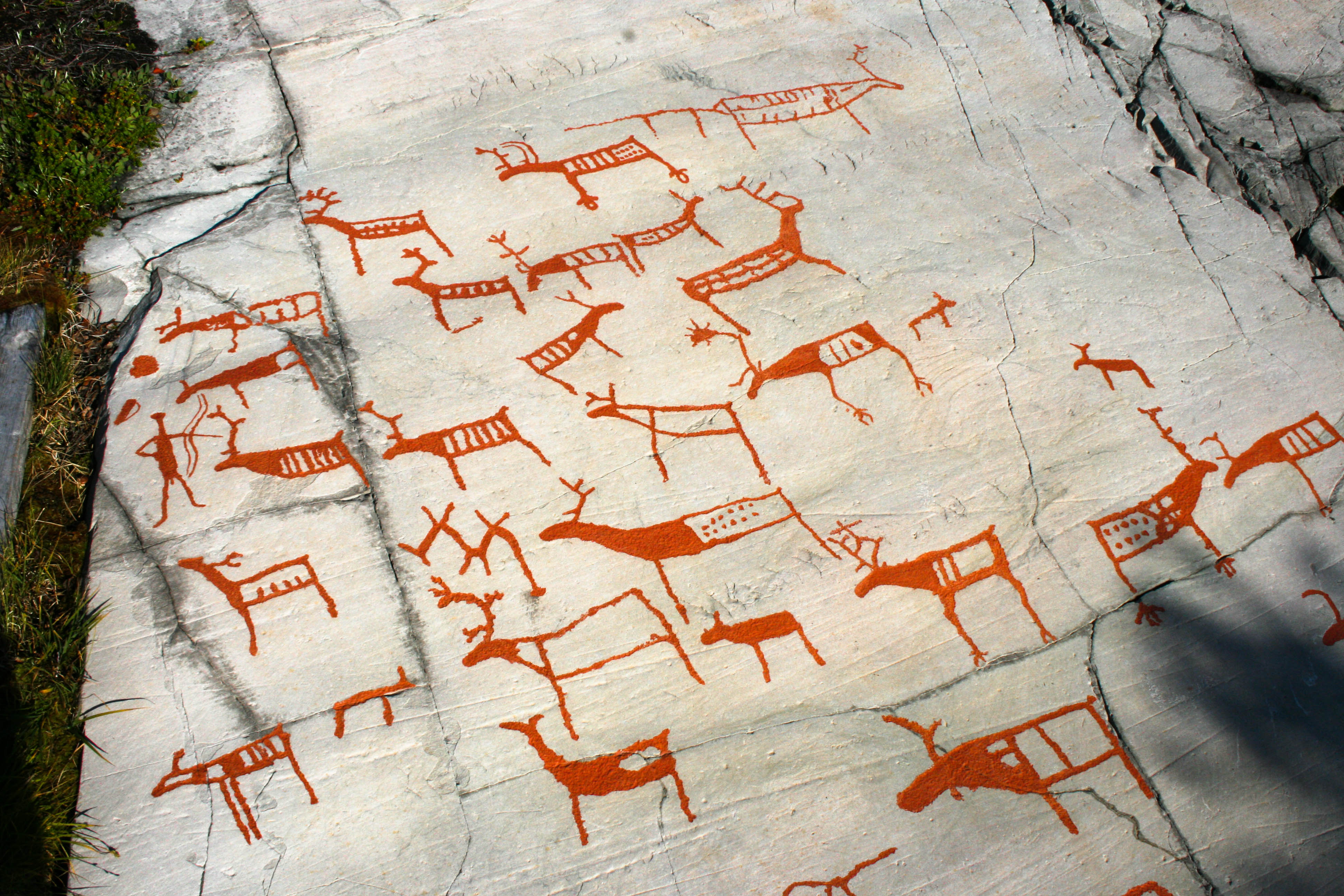
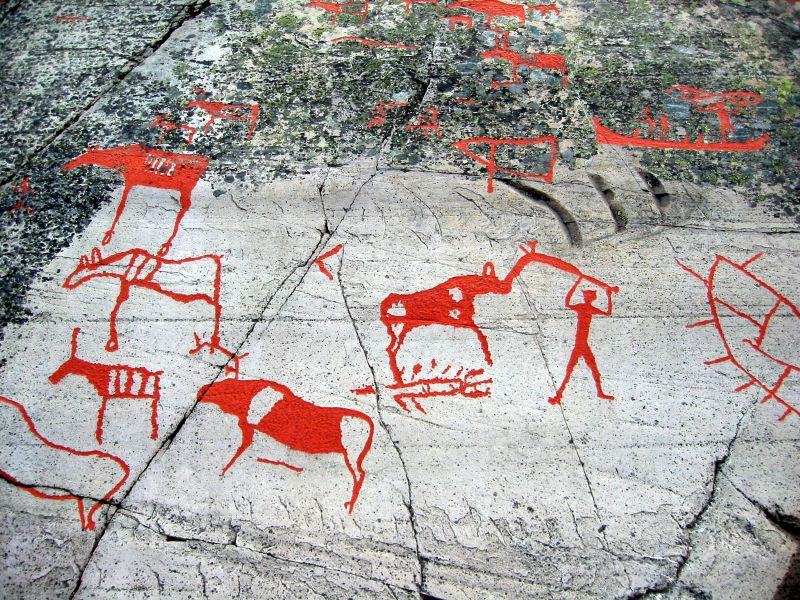
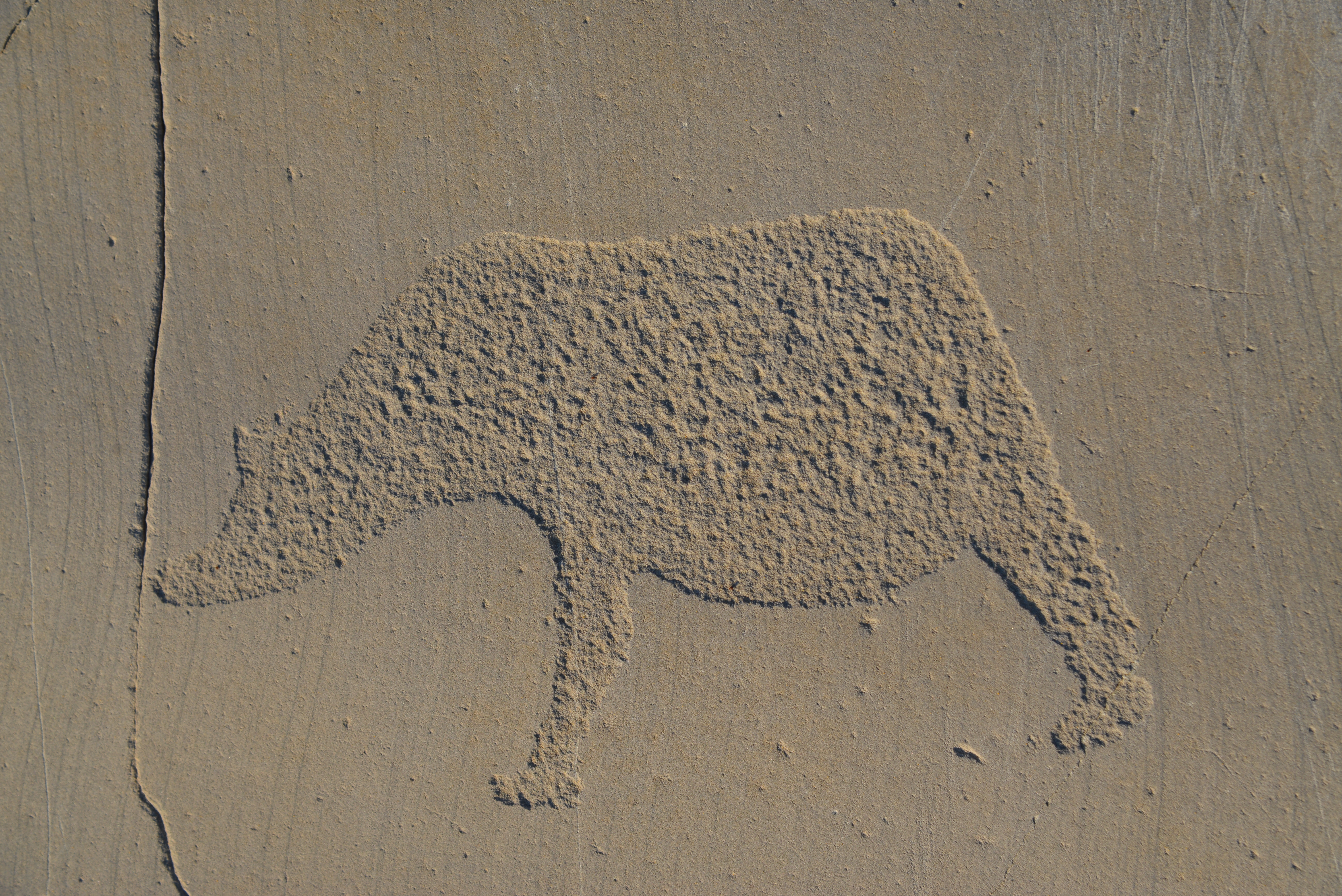
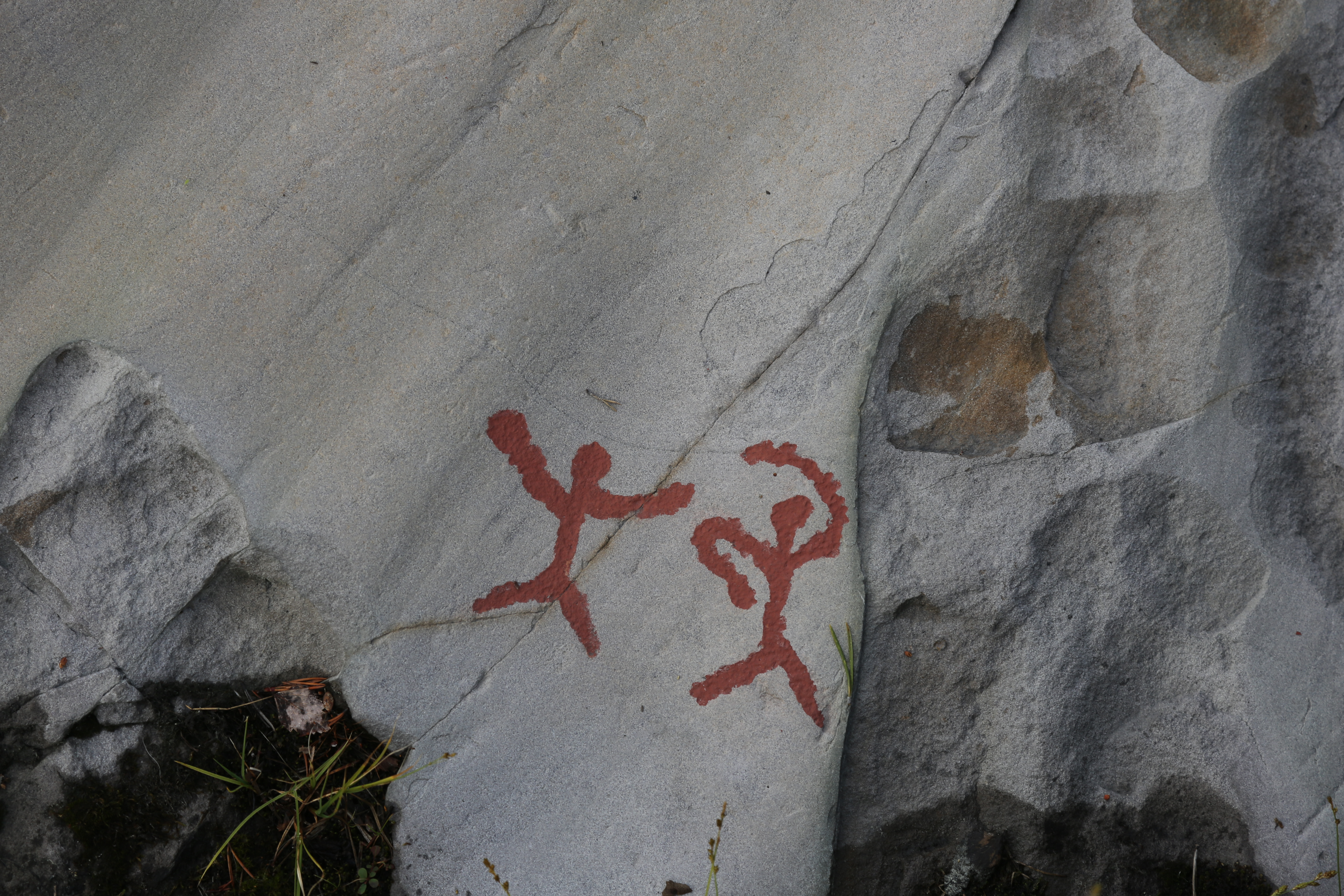